# Tiburon, California
Tiburon là thành phố đông dân thứ ba tại Hoa Kỳ, và là thành phố đông dân nhất bang California và Trung Tây Hoa Kỳ.